# Штембер, Виктор Карлович
Виктор Карлович Штембер (Штемберг) (1863—1921) — русский художник-портретист.
Писал портреты, пейзажи, костюмированные композиции, обнаженную женскую натуру в духе салонного академизма.

## Биография
Родился в 1863 году в Москве в семье обрусевших немцев-мещан.
Начальное образование получил в двухклассном реальном училище при лютеранской церкви св. Михаила в Москве (1879—1881).
В 1881—1883 годах обучался в Императорской Академии художеств в качестве вольного слушателя, затем — в Московском училище живописи, ваяния и зодчества (1884—1885 годы) у Е. С. Сорокина и В. Е. Маковского. В 1885—1887 годах обучался за границей в Академии Жюльена в Париже у Вильяма-Адольфа Бугро и Антуана Робера-Флери.
Та же Виктор Карлович познакомился со своей будущей женой - Надеждой Георгиевской, которая прибыла в Париж с целью стать оперной певицей, девушке пришлось выбирать между карьерой певицы и любовью к художнику. Она выбрала художника и они поженились во французской Ницце в 1888 году. После жизни в Ницце, через два года они вернулись в Россию как раз к рождению первого из своих пятерых детей (Ксюша, Наташа, Коля, Надя, Соня).

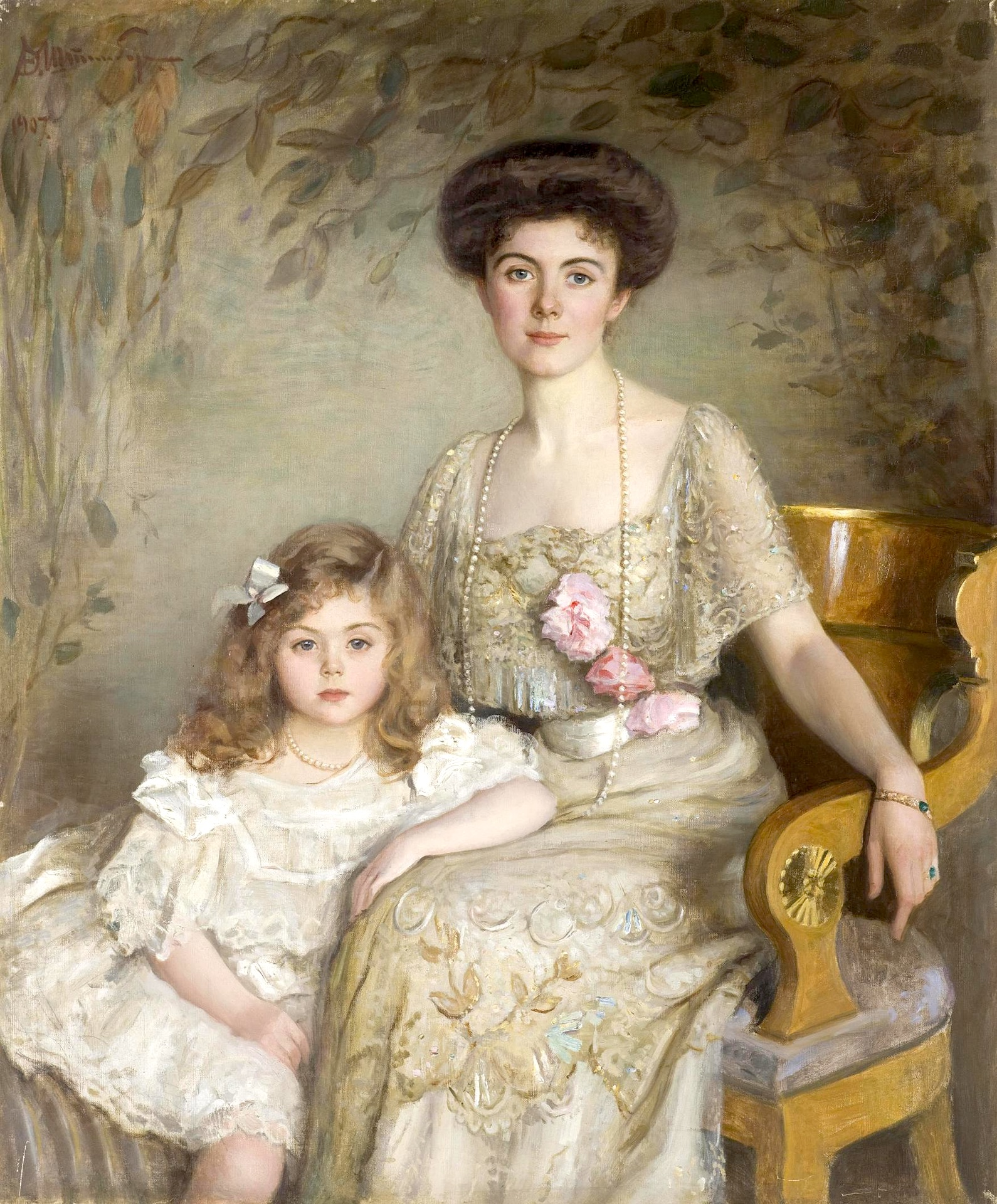
А.В. Балашова, ур. графиня Гендрикова, с дочерью Софьей. Картина В.К. Штембера, 1907 год.

С 1887 года Штембер принимал участие в выставках в Парижском салоне, Товарищества передвижных художественных выставок, Общества художников имени Архипа Ивановича Куинджи, Московского общества любителей художеств, Санкт-Петербургского общества художников и других. Проживал в Москве, в начале 1890-х преподавал в собственной школе рисования, открытой вместе с Л. О. Пастернаком. Рисовал в том числе портреты великокняжеских персон. В середине 1910-х годов создал росписи Мраморного зала главного дома усадьбы Середниково под Москвой.
В 1913—1914 годах Штембер устроил персональную выставку в Петербурге. Среди портретов на выставке интерес представляли изображения членов императорской семьи, аристократов, а также портреты итальянок, гречанок, цыганок, портреты незнакомок, простолюдинок. С 1917 года проживал в Петрограде.
После Октябрьской революции выполнял портреты революционеров, членов партии; работал над портретами В. И. Ленина.
Происходящие события подорвали его здоровье. Но он всё-таки создает портреты, среди заказчиков - партийные руководители. В марте 1920 он утверждается художником В.И. Ленина. Состояние здоровья становилось хуже. Он покидает Петроград и переезжает в Нахичевань-на-Дону.

С 1920 года жил в Нахичевани-на-Дону (ныне часть Ростова-на-Дону), где умер 11 января 1921 года.
Жена — Надежда Дмитриевна Штембер (урожденная Георгиевская; 13.11.1861, Никополь, Екатеринославской губ.—26.06.1959, Нью-Йорк), певица (колоратурное сопрано).
Дочери — Надежда Викторовна Литвинова; Наталия Викторовна Войнова (Warren), замужем за финансистом Карлом Абрамовичем Войновым (Charles Warren; 1887, С.-Петербург.—16.04.1941,Нью-Йорк).
Сын — Николай Викторович Штембер (1892—2.04.1982, Нью-Йорк), пианист и педагог.

## Труды
Произведения художника находятся в ряде музейных собраний, в том числе в Государственной Третьяковской галерее, в Государственном Русском музее, в музеях Липецка, Нижнего Новгорода, а также в других картинных галерея и частных собраниях.